# Georgina syllophica
Georgina syllophica är en insektsart som beskrevs av Kenneth Hedley Lewis Key 1976. Georgina syllophica ingår som enda art i släktet Georgina och familjen Morabidae. Inga underarter finns listade i Catalogue of Life.